# Crassigyrinus
Crassigyrinus scoticus – wczesnokarboński (żyjący od turneju do wczesnego namuru) płaz, którego skamieniałe szczątki odkryto w Szkocji, w okolicy Edynburga.

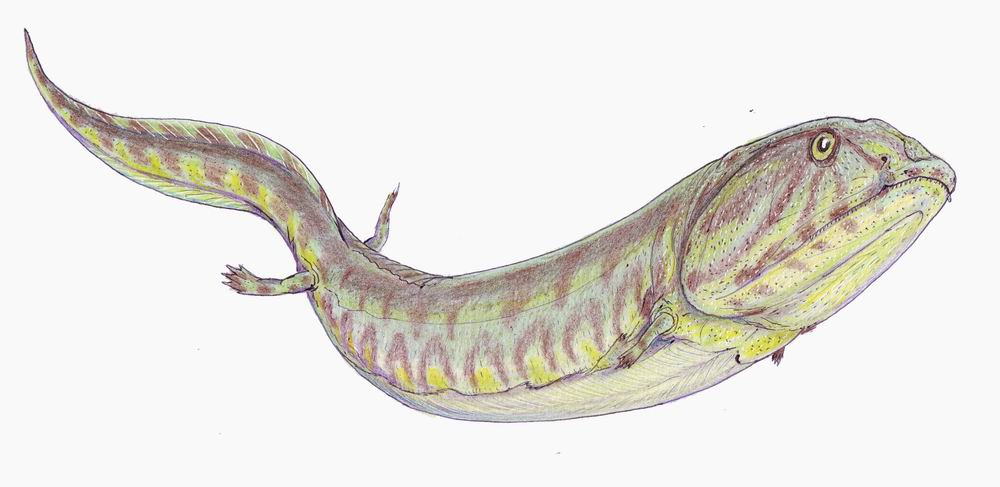
Odtworzenie wyglądu zwierzęcia

Zwierzę to przystosowane było w pełni do życia w środowisku wodnym. W związku z tym, mimo trwającego miliony lat procesu wychodzenia jego płazich przodków na ląd, ewolucja rodzaju Crassigyrinus poszła w odwrotnym kierunku. Świadczy o tym nietypowy wygląd omawianej istoty. Czaszka była skrócona i jej proporcje względem reszty ciała były podobne do rybich. Szczęki: zaopatrzone w 2 rzędy zębów. Kończyny uległy skróceniu. Odnosi się to głównie do kończyn przednich, które uległy niemalże zanikowi i wyrastały w miejscu, gdzie kończyła się czaszka zwierzęcia. Crassigyrinus dochodził do 2 metrów długości i był drapieżnikiem polującym na ryby i inne, mniejsze płazy. Jego duże oczy wskazują, że żerował prawdopodobnie w przydennych partiach zbiorników wodnych lub, co jest mniej prawdopodobne, wiódł nocny tryb życia.
Pozycja w systematyce jest niepewna i wciąż stanowi przedmiot naukowych debat. Wskazuje się na pewne dość mało znaczące cechy wspólne z ichtiostegą. Z niektórych analiz kladystycznych wynika jego przynależność do Reptiliomorpha i możliwe bliskie pokrewieństwo z taksonami zaliczanymi do grup Embolomeri i Gephyrostegidae; większość analiz kladystycznych sugeruje jednak, że Crassigyrinus był bazalnym czworonogiem, który nie należał do najmniejszego kladu obejmującego owodniowce i temnospondyle.